# Michail Nikolajewitsch Koschljakow
Michail Nikolajewitsch Koschljakow (russisch Михаил Николаевич Кошляков; englisch Mikhail Koshlyakov; * 29. November 1930 in Leningrad, Russische SFSR, Sowjetunion; † 30. Juli 2021) war ein sowjetischer und russischer Ozeanograph und Hochschullehrer.

## Leben
Koschljakow, Sohn des Mathematikers Nikolai Sergejewitsch Koschljakow, schloss das Studium an der geographischen Fakultät der Universität Leningrad 1953 mit Auszeichnung ab.
Darauf arbeitete Koschljakow im Moskauer Institut für Ozeanologie der Akademie der Wissenschaften der UdSSR (AN-SSSR, seit 1991 Russische Akademie der Wissenschaften (RAN)). Dort absolvierte er zunächst die Aspirantur bei Wladimir Borissowitsch Stockmann mit abschließender Verteidigung seiner Kandidat-Dissertation. In der Mitte der 1960er Jahre lieferte er eine genaue hydrodynamische Begründung für die bekannte Reservoir-Methode der Ozeanologie. 1976 wurde er zum Doktor der physikalisch-mathematischen Wissenschaften promoviert. Ein Schwerpunkt seiner wissenschaftlichen Arbeit wurden die Meereswirbel. Ein Anwendungsfall waren die Meereswirbel im POLYMODE-Gebiet bei den Bermudainseln. 1975–1981 war er Mitglied des sowjetisch-US-amerikanischen POLYMODE-Organisationskomitees. Auch war er am Projekt Megapolygon-87 im nordwestlichen Pazifik beteiligt.
Am 1966 gegründeten Lehrstuhl für Thermohydromechanik des Moskauer Instituts für Physik und Technologie hielt Koschljakow von Beginn an seine Vorlesung über Physikalische Ozeanographie.
Ab 1989 leitete Koschljakow das Laboratorium für Meeresströmungen. 1990 folgte die Ernennung zum Professor. Er wurde 1990 Mitglied der WOCE-Gruppe für den Südlichen Ozean und leitete sie 1993–1996. Vorsitzender des russischen Komitees des WOCE war er 1993–1997. Er war der erste Preisträger des 1996 von der RAN gestifteten Makarow-Preises für Ozeanologie. 1999 wurde er als Verdienter Wissenschaftler der Russischen Föderation geehrt. 2006 gab er die Laboratoriumsleitung ab und blieb Hauptmitarbeiter des Laboratoriums.